# Scirpus pendulus
Scirpus pendulus är en halvgräsart som beskrevs av Henry Ernest Muhlenberg. Scirpus pendulus ingår i släktet skogssävssläktet, och familjen halvgräs. Inga underarter finns listade i Catalogue of Life.